# 阿道弗·包蒂斯塔
阿道弗·包蒂斯塔（西班牙語：Adolfo Bautista，1979年5月15日—），墨西哥男子足球运动员，司职前锋。他曾代表墨西哥国家队参加2010年国际足联世界杯，结果队伍止步十六强赛。